# Liste der Nummer-eins-Hits in der Schweiz
Die Nummer-eins-Hits der Musikbranche in der Schweiz werden seit 1983 von der Firma Media Control ermittelt. Als Massstab gelten die Verkaufszahlen der Singles innerhalb einer Woche (früher auch das Airplay der Radiosender). Ende des Jahres wird jeweils eine Jahreshitparade zusammengestellt.
Die erste Schweizer Single-Hitparade wurde am 2. Januar 1968 veröffentlicht; die erste Album-Hitparade folgte am 6. November 1983.

## Musiker mit den meisten Nummer-eins-Hits
- Madonna (9 Nummer-eins-Hits seit 31. Mai 1987)
- Rihanna (9 Nummer-eins-Hits seit 20. August 2006)
- ABBA (8 Nummer-eins-Hits seit 24. April 1974)
- Capital Bra (7 Nummer-eins-Hits seit 12. August 2018)
- The Beatles (6 Nummer-eins-Hits seit 26. März 1968)
- Boney M. (5 Nummer-eins-Hits seit 15. Oktober 1976)

## „Dauerbrenner“
In der nachfolgenden Statistik sind Künstler und Titel aufgeführt, die über einen sehr langen Zeitraum an der Spitze der Schweizer Charts standen bzw. insgesamt mindestens 10 Wochen den ersten Platz der Schweizer Charts erreichten.

### 22 Wochen
- Mariah Carey – All I Want for Christmas Is You (30. Dezember 2018 – 5. Januar 2019, 29. Dezember 2019 – 4. Januar 2020, 13. Dezember 2020 – 2. Januar 2021, 19. Dezember 2021 – 8. Januar 2022, 11. Dezember 2022 – 7. Januar 2023, 3. Dezember 2023 – 6. Januar 2024, 1. Dezember 2024 – 4. Januar 2025)

### 21 Wochen
- Lo & Leduc – 079 (18. März – 11. August 2018)
- Master KG feat. Burna Boy & Nomcebo Zikode – Jerusalema (Remix) (6. September – 26. September und 4. Oktober – 12. Dezember 2020, 3. Januar – 27. Februar 2021)
- Alex Warren – Ordinary (30. März – 23. August 2025)

### 20 Wochen
- Luis Fonsi feat. Daddy Yankee – Despacito (23. April – 9. September 2017)
- Ed Sheeran – Perfect (29. Oktober 2017 – 17. März 2018)
- Tones and I – Dance Monkey (15. September 2019 – 8. Februar 2020)

### 17 Wochen
- Shakira – Whenever, Wherever (3. Februar – 1. Juni 2002)
- Lilly Wood & the Prick feat. Robin Schulz – Prayer in C (Robin Schulz Remix) (15. Juni – 11. Oktober 2014)

### 16 Wochen
- Bryan Adams – (Everything I Do) I Do It for You (4. August – 16. November 1991)

### 15 Wochen
- Céline Dion – My Heart Will Go On (8. Februar – 23. Mai 1998)
- Miley Cyrus – Flowers (22. Januar – 8. April, 16. April – 29. April, 7. Mai – 13. Mai, 4. Juni – 10. Juni 2023)

### 14 Wochen
- Jean-Claude Borelly – Dolannes Melodie (17. Oktober 1975 – 30. Januar 1976)
- SNAP! – Rhythm Is a Dancer (28. Juni – 3. Oktober 1992)
- Boney M. – Rivers of Babylon (15. April – 21. Juli 1978)
- Kaoma – Lambada (27. August – 2. Dezember 1989)
- 4 Non Blondes – What’s Up? (15. August – 20. November 1993)
- O-Zone – Dragostea din tei (20. Juni – 25. September 2004)
- Ed Sheeran – Shape of You (15. Januar – 22. April 2017)

### 13 Wochen
- Matthias Reim – Verdammt, ich lieb’ Dich (8. Juli – 6. Oktober 1990)
- Rednex – Cotton Eye Joe (27. November 1994 – 26. Februar 1995)
- Robert Miles – Children (18. Februar – 11. Mai und 19. Mai – 25. Mai 1996)
- Avicii – Wake Me Up (21. Juli – 19. Oktober 2013)
- Pharrell Williams – Happy (12. Januar – 22. März, 1. April – 26. April und 4. Mai – 10. Mai 2014)
- Adele – Hello (1. November 2015 – 30. Januar 2016)
- The Weeknd – Blinding Lights (9. Februar – 9. Mai 2020)
- Nathan Evans – Wellerman (28. Februar – 29. Mai 2021)

### 12 Wochen
- Demis Roussos – Goodbye My Love, Goodbye (12. Juni – 11. September 1973)
- Boney M – Daddy Cool (15. Oktober 1976 – 15. Januar 1977)
- All-4-One – I Swear (31. Juli – 22. Oktober 1994)
- Alan Walker – Faded (14. Februar – 1. Mai 2016)
- David Guetta & Bebe Rexha – I’m Good (Blue) (11. September – 1. Oktober, 16. Oktober – 5. November, 13. November – 10. Dezember 2022, 8. Januar – 21. Januar 2023)

### 11 Wochen
- Lobo – I’d Love You to Want Me (21. November 1973 – 13. Februar 1974)
- ABBA – Fernando (2. April – 18. Juni 1976)
- Pink Floyd – Another Brick in the Wall, Pt. 2 (3. Februar – 19. April 1980)
- Sinéad O’Connor – Nothing Compares 2 U (25. Februar – 5. Mai 1990)
- Rednex – Wish You Were Here (16. Juli – 30. September 1995)
- Lou Bega – Mambo No. 5 (A Little Bit Of...) (6. Juni – 21. August 1999)
- Eiffel 65 – Blue (Da Ba Dee) (22. August – 6. November 1999)
- Las Ketchup – The Ketchup Song (Aserejé) (25. August – 9. November 2002)
- Eminem – Without Me (2. Juni – 10. August und 18. August – 24. August 2002)
- Crazy Frog – Axel F. (3. Juli – 17. September 2005)
- Nelly Furtado – All Good Things (Come to an End) (31. Dezember 2006 – 17. März 2007)
- Michel Teló – Ai Se Eu Te Pego! (22. Januar – 7. April 2012)
- Harry Styles – As It Was (10. April – 7. Mai, 29. Mai – 11. Juni, 19. Juni – 2. Juli, 10. Juli – 23. Juli und 21. August – 27. August 2022)
- FloyyMenor & Cris MJ – Gata Only (21. April – 18. Mai, 2. Juni – 8. Juni und 23. Juni – 3. August 2024)

### 10 Wochen
- Minstrels – Grüezi wohl Frau Stirnimaa (28. Oktober 1969 – 5. Januar 1970)
- Donny & Marie Osmond – I’m Leaving It All Up to You (6. November 1974 – 24. Januar 1975)
- Wings – Mull of Kintyre (28. Januar – 14. April 1978)
- Enigma – Sadeness Part I (16. Dezember 1990 – 24. Februar 1991)
- Coolio feat. L.V. – Gangsta’s Paradise (5. November – 9. Dezember, 17. Dezember – 23. Dezember 1995 und 21. Januar – 17. Februar 1996)
- Bomfunk MC’s – Freestyler (4. Juni – 12. August 2000)
- DJ Bobo – Chihuahua (22. Juni – 9. August und 17. August – 6. September 2003)
- The Black Eyed Peas – Shut Up (21. Dezember 2003 – 6. März 2004)
- Rihanna – Unfaithful (20. August – 16. September und 24. September – 4. November 2006)
- Lady Gaga & Bradley Cooper – Shallow  (14. Oktober – 25. November 2019 und 3. März – 17. März 2019)
- Shawn Mendes & Camila Cabello – Señorita (7. Juli – 14. September 2019)

## Künstler, die gleichzeitig Platz eins der Single- und Albumcharts belegten
| Jahr | Künstler                   | Single                                     | Album                         | Zeit der gleichzeitigen Belegung                                            |
| ---- | -------------------------- | ------------------------------------------ | ----------------------------- | --------------------------------------------------------------------------- |
| 1985 | Modern Talking             | Cheri, Cheri Lady                          | Let’s Talk About Love         | 1 Woche (3. November – 9. November 1985)                                    |
| 1986 | Falco                      | Jeanny, Part I                             | Falco 3                       | 4 Wochen (2. Februar – 1. März 1986)                                        |
| 1986 | Status Quo                 | In the Army Now                            | In the Army Now               | 5 Wochen (30. November 1986 – 3. Januar 1987)                               |
| 1987 | Whitney Houston            | I Wanna Dance with Somebody (Who Loves Me) | Whitney                       | 6 Wochen (14. Juni – 25. Juli 1987)                                         |
| 1987 | Bee Gees                   | You Win Again                              | E.S.P.                        | 8 Wochen (18. Oktober – 12. Dezember 1987)                                  |
| 1989 | Madonna                    | Like a Prayer                              | Like a Prayer                 | 4 Wochen (2. April – 29. April 1989)                                        |
| 1990 | Phil Collins               | Another Day in Paradise                    | ...But Seriously              | 1 Woche (4. Februar – 10. Februar 1990)                                     |
| 1999 | Britney Spears             | … Baby One More Time                       | … Baby One More Time          | 3 Wochen (28. März – 10. April, 25. April – 1. Mai 1999)                    |
| 1999 | Backstreet Boys            | Millennium                                 | I Want It That Way            | 2 Wochen (30. Mai – 13. Juni 1999)                                          |
| 2000 | Santana                    | Maria Maria                                | Supernatural                  | 5 Wochen (2. April – 6. Mai 2000)                                           |
| 2000 | Madonna                    | Music                                      | Music                         | 1 Woche (1. Oktober – 7. Oktober 2000)                                      |
| 2001 | No Angels                  | Daylight in Your Eyes                      | Elle’Ments                    | 2 Wochen (25. März – 7. April 2001)                                         |
| 2002 | Anastacia                  | Paid My Dues                               | Freak of Nature               | 2 Wochen (13. Januar – 19. Januar, 27. Januar – 2. Februar 2002)            |
| 2004 | The Black Eyed Peas        | Shut Up                                    | Elephunk                      | 1 Woche (25. Januar – 31. Januar 2004)                                      |
| 2005 | Madonna                    | Hung Up                                    | Confessions on a Dance Floor  | 2 Wochen (27. November – 10. Dezember 2005)                                 |
| 2008 | Leona Lewis                | Bleeding Love                              | Spirit                        | 1 Woche (10. Februar – 16. Februar 2008)                                    |
| 2009 | Robbie Williams            | Bodies                                     | Reality Killed the Video Star | 1 Woche (22. November – 28. November 2009)                                  |
| 2011 | Adele                      | Rolling in the Deep                        | 21                            | 1 Woche (16. Februar – 12. Februar 2011)                                    |
| 2011 | Rihanna                    | We Found Love (feat. Calvin Harris)        | Talk That Talk                | 1 Woche (4. Dezember – 10. Dezember 2011)                                   |
| 2012 | Rihanna                    | Diamonds                                   | Unapologetic                  | 2 Wochen (31. Dezember 2012 – 12. Januar 2013)                              |
| 2013 | DJ Antoine                 | Bella Vita                                 | Sky Is the Limit              | 1 Woche (10. Februar – 16. Februar 2013)                                    |
| 2013 | Daft Punk                  | Get Lucky                                  | Random Access Memories        | 1 Woche (2. Juni – 8. Juni 2013)                                            |
| 2013 | James Blunt                | Bonfire Heart                              | Moon Landing                  | 1 Woche (3. November – 10. November 2013)                                   |
| 2013 | Eminem                     | The Monster (feat. Rihanna)                | The Marshall Mathers LP 2     | 1 Woche (17. November – 23. November 2013)                                  |
| 2014 | Pharrell Williams          | Happy                                      | Girl                          | 2 Wochen (9. März – 22. März 2014)                                          |
| 2015 | Sido                       | Astronaut                                  | VI                            | 1 Woche (20. September – 26. September 2015)                                |
| 2015 | Adele                      | Hello                                      | 25                            | 7 Wochen (29. November 2015 – 16. Januar 2016)                              |
| 2017 | Ed Sheeran                 | Shape of You                               | ÷                             | 2 Wochen (12. März – 25. März 2017)                                         |
| 2017 | Ed Sheeran                 | Perfect                                    | ÷                             | 5 Wochen (31. Dezember 2017 – 3. Februar 2018)                              |
| 2018 | Lady Gaga & Bradley Cooper | Shallow                                    | A Star Is Born                | 2 Wochen (21. Oktober 2018 – 28. Oktober 2018, 1. März 2019 – 7. März 2019) |
| 2020 | The Weeknd                 | Blinding Lights                            | After Hours                   | 1 Woche (29. März 2020 – 4. April 2020)                                     |
| 2021 | Ed Sheeran                 | Shivers                                    | =                             | 1 Woche (7. November 2021 – 13. November 2021)                              |
| 2021 | Adele                      | Easy on Me                                 | 30                            | 2 Wochen (28. November 2021 – 11. Dezember 2021)                            |